# Asura feminina
Asura feminina är en fjärilsart som beskrevs av Rothschild 1913. Asura feminina ingår i släktet Asura och familjen björnspinnare. Inga underarter finns listade i Catalogue of Life.